# Rosemary Radford Ruether
Rosemary Radford Ruether, née le 2 novembre 1936 à Saint Paul (Minnesota) et morte le 21 mai 2022, est une féministe et théologienne catholique américaine.
Rosemary Radford Ruether a écrit et édité plus de quarante livres et des centaines d'articles et de critiques. Elle traite de domaines très variés tels que la patristique, les racines historiques et théologiques de l'antisémitisme, le conflit israélo-palestinien, l'histoire des femmes dans la religion américaine, la théologie de la libération, l'écologie et l’eco-féminisme.
Adepte d'une « théologie féministe », elle réclame l'ordination des femmes et défend le droit à l'avortement. Depuis 1985, elle est notamment membre du conseil d'administration du groupe « Catholics for Choice ».

## Biographie

### Jeunesse et formation
Rosemary Radford Ruether est née le 2 novembre 1936 à Saint Paul (Minnesota) d'une mère catholique, Rebecca Cresap Ord, et d'un père épiscopalien, Robert Armstrong Radford. Elle a déclaré avoir été éduquée avec ouverture d'esprit et humanisme. Au décès de son père, alors qu'elle a douze ans, elle déménage avec sa mère en Californie.

### Carrière
Après avoir envisagé des études artistiques, Rosemary Radford Ruether opte pour les humanités et obtient un B. A. en philosophie de Scripps College (1958), une maîtrise en histoire ancienne (1960) et un doctorat en lettres classiques et patristique (1965) de Claremont Graduate School à Claremont en Californie.
Après son premier poste à l'université Howard de Washington de 1965 à 1975, elle exerce dans de nombreuses institutions comme Immaculate Heart College (en) à Los Angeles (1964-1965), Howard University School of Religion (1965-1975), Princeton Theological Seminary, Yale Divinity School (en), Harvard Divinity School (où elle a enseigné sa première classe de théologie féministe), Boston College, l’Université Sir George Williams à Montréal et Heythrop College, University of London (en). Elle a aussi été lectrice dans les universités de Lund et Uppsala en Suède.
Elle est professeure de théologie féministe à la Pacific School of Religion (en) and Graduate Theological Union et professeure de théologie appliquée à Garrett-Evangelical Theological Seminary (en).  Elle est professeure de religion et de théologie féministe à Claremont School of Theology et à la Claremont Graduate University (en).
Le 22 janvier 2000 Roseamry Radford Ruether obtient un doctorat honoris causa de la faculté de théologie de l'université d'Uppsala en Suède.

### Mort
Rosemary Radford Ruether décède le 21 mai 2022.

## Vie privée
Rosemary Radford Ruether est mariée au politologue Herman Ruether. Ils ont trois enfants et vivent en Californie.

## Publications (sélection)
- The Church Against Itself, New York, 1967, Herder and Herder.
- Gregory of Nazianzus, Oxford, 1969, Oxford University Press.
- The Radical Kingdom, The Western Experience of Messianic Hope, New York, 1970, Paulist Press,  (ISBN 0809118602)
- Faith and fratricide: the theological roots of anti-Semitism",  (ISBN 978-0-8164-2263-0),New York, 1974, Seabury Press
- "Courage as a Christian Virtue"  dans Cross Currents, Printemps 1983, 8-16
- Sexism and God-Talk: Toward a Feminist Theology,  (ISBN 0-8070-1205-X) Beacon Press (1983)
- Gaia and God: An Ecofeminist Theology of Earth Healing, Harper-Collins (1994), ASIN 0-06-066967-5
- In Our Own Voices: Four Centuries of American Women’s Religious Writing (ISBN 0-06-066840-7)avec Rosemary Skinner Keller), Harper Collins (1996)
- Women Healing Earth: Third World Women on Ecology, Feminism, and Religion, New York, mars 1996.
- Introducing Redemption in Christian Feminism, Continuum (1998)  (ISBN 1-85075-888-3)
- Christianity and the Making of the Modern Family, Beacon Press (2001),  (ISBN 978-0807054079)
- Cinquième chapitre de Transforming the Faiths of our Fathers: Women who Changed American Religion, édité par Ann Braude. (2004)  (ISBN 1403964602)
- The Wrath of Jonah: The Crisis of Religious Nationalism in the Israeli-Palestinian Conflict,  (ISBN 0-8006-3479-9) Augsburg Fortress (2002)
- Integrating Ecofeminism Globalization and World Religions, Rowman & Littlefield Publishers, Inc. (2005)  (ISBN 0-7425-3529-0)
- Goddesses and the Divine Feminine: A Western Religious History, Berkeley et Los Angeles, 2005, University of California Press. (ISBN 0-520-23146-5)
- America, Amerikkka: Elect Nation & Imperial Violence,  (ISBN 1-84553-158-2), de l'Équinoxe (2007)
- Women and Redemption: A Theological History, Fortress Press, Minnesota, (2012).
- My Quests for Hope and Meaning: An Autobiography, Wipf & Stock. L'Oregon (2013).
- Feminism and Religion in the 21st Century: Technology, Dialogue, and Expanding Borders (avec Gina Messine-Dysert), Routledge (2014). (ISBN 9780415831949).